# Кастільйон-Фібоккі
Кастільйон-Фібоккі (італ. Castiglion Fibocchi) — муніципалітет в Італії, у регіоні Тоскана,  провінція Ареццо.
Кастільйон-Фібоккі розташований на відстані близько 195 км на північ від Рима, 50 км на південний схід від Флоренції, 11 км на північний захід від Ареццо.
Населення — 2201 особа (2014).

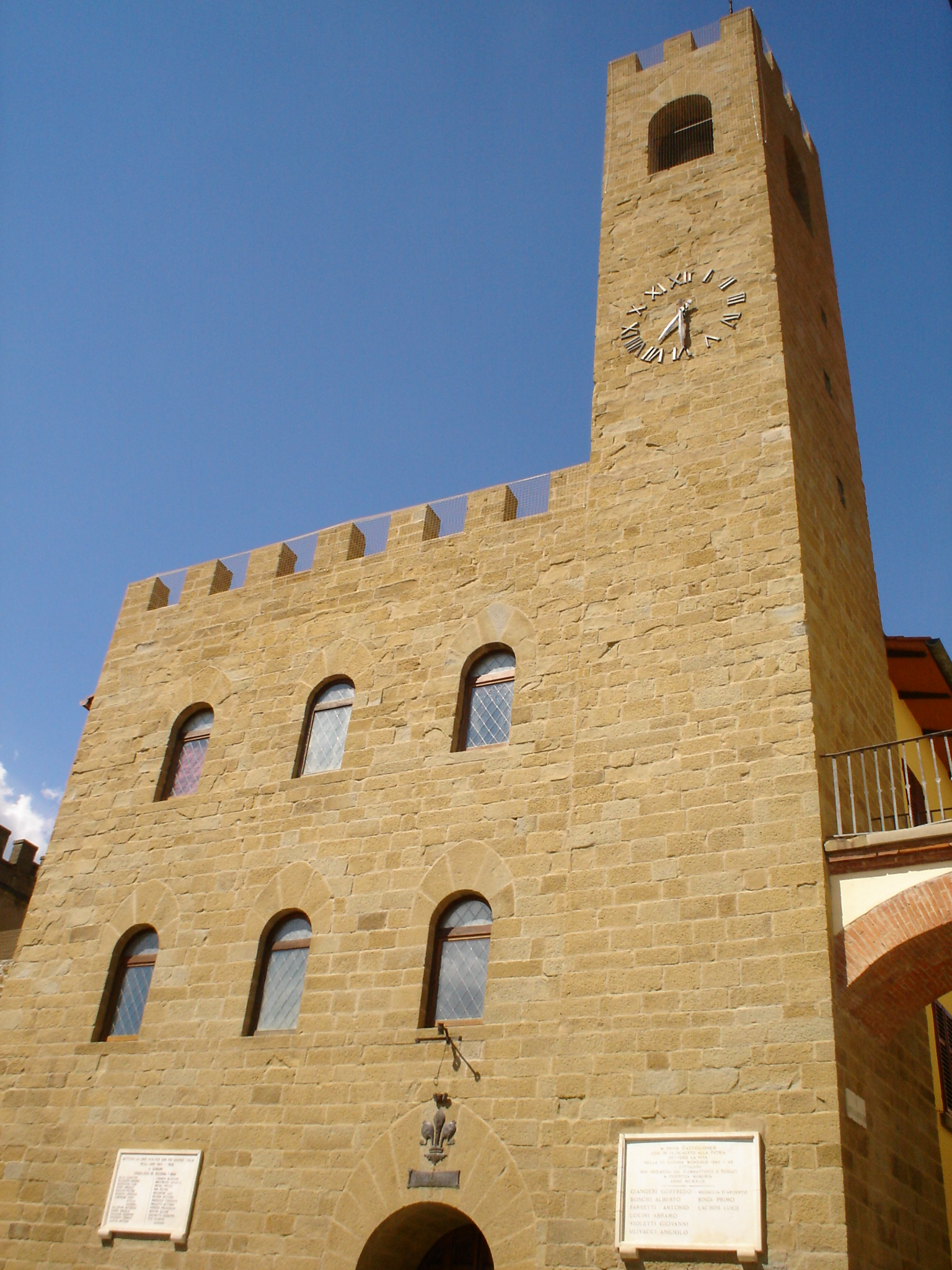

Щорічний фестиваль відбувається 29 червня. Покровитель — святий Петро.

## Демографія
Населення за роками:

Станом на 1 січня 2023 року в муніципалітеті офіційно проживало 197 іноземців з 41 країни, серед них 63 громадяни країн Євросоюзу та 3 громадяни України.

## Сусідні муніципалітети
- Ареццо
- Каполона
- Латерина
- Лоро-Чьюффенна
- Талла
- Террануова-Браччоліні